# 프라이부르크/엘베

프라이부르크/엘베

프라이부르크/엘베(독일어: Freiburg/Elbe, 저지 독일어: Freeborg/Elv) 또는 프라이부르크(독일어: Freiburg)는 독일 니더작센주에 위치한 도시로 면적은 34.11km2, 높이는 0 ~ 5m, 인구는 1,872명(2015년 12월 31일 기준), 인구 밀도는 55명/km2이다. 엘베강 유역과 접한다.

시 문장